# Remusatia pumila
Remusatia pumila är en kallaväxtart som först beskrevs av David Don, och fick sitt nu gällande namn av Hen Li och Alistair Hay. Remusatia pumila ingår i släktet Remusatia och familjen kallaväxter. Inga underarter finns listade.